# Francisco Javier de Istúriz Simonet
Francisco Javier de Istúriz Simonet (España, 27 de septiembre de 1969) es un diplomático español.Es embajador de España en el Sultanato de Omán (desde 2024).

## Carrera diplomática
Nació en España en 1969. Tras licenciarse en Derecho en la Universidad Complutense de Madrid, ingresó en la Escuela Diplomática (1997).
Ha estado destinado en las Embajadas de España en Kiev, Seúl y Hanói. Posteriormente fue secretario de embajada en Tokio, y consejero de las embajadas de España en Pekín y Washington D. C..
En el Ministerio de Asuntos Exteriores fue jefe adjunto en la Oficina de Asuntos de Gibraltar, subdirector general de Relaciones Económicas Bilaterales y Diplomacia Económica y director del Gabinete Técnico del Subsecretario de Asuntos Exteriores, Unión Europea y Cooperación. También ha sido  jefe adjunto de Protocolo en la Casa de Su Majestad el Rey.
En 2024 fue nombrado embajador de España en Omán.